# Джордж, Генри
Ге́нри Джо́рдж (англ. Henry George; 2 сентября 1839 — 29 октября 1897) — американский политэконом, публицист и политик, которого относят к левому либертарианству. Основоположник джорджизма.

## Биография
Генри Джордж родился в Филадельфии, в семье, принадлежавшей к беднейшей прослойке среднего класса. Он был вторым из 10 детей в семье. Учение в школе прекратилось для Джорджа, когда ему было 14 лет, и в 15 лет, в апреле 1855 года он ушёл в море юнгой на судне «Hindoo», шедшего на Мельбурн и Калькутту. После 14-месячного плавания он вернулся в Филадельфию, где устроился учеником наборщика. Спустя некоторое время он переселился в Калифорнию с идеей заработать на золотых приисках, но потерпел неудачу, и ему пришлось вновь вернуться к типографскому делу. Поработав печатником, Генри Джордж вскоре сам решил испробовать себя в журналистике. Он остался в этой сфере до конца своих дней, закончив свою жизнь редактором и владельцем газеты.

## Экономические труды

Science of political economy, 1898

Свою первую работу в области экономической теории Генри Джордж опубликовал в 1871 году; это была брошюра «Наша земля и земельная политика» (англ. Our Land and Land Policy). Книга осталась малозамеченной, но автор не оставил свой интерес к земельному вопросу. На протяжении нескольких лет Джордж продолжал собирать материалы и изучать современную ему научную литературу. Написанная им в результате книга «Прогресс и бедность» принесла автору буквально всемирную известность. По свидетельству Максима Ковалевского, «увлечение им одно время приняло в Англии размеры, довольно близкие к тем, в каких оказалось в XVIII веке увлечение личностью и доктринами Руссо». Вскоре после выхода «Прогресса и бедности» в свет (1879) её перевели почти на все европейские языки. Русский читатель увидел её в 1884 году, под названием «Прогресс и бедность по Генри Джорджу» (СПб., 1884).

## Экономическая теория Джорджа глазами русских учёных
Ниже излагается фрагмент статьи А. Миклашевского «Генри Джордж» из Энциклопедического словаря Брокгауза и Ефрона:
В целом ряде живо и остроумно написанных очерков Джордж пытается раскрыть причины всё более возрастающей бедности, наряду с увеличивающимся накоплением богатств и с развитием всех производительных сил. В противоположность учениям классической школы и новейших экономистов, он видит источник зла не в чрезмерном возрастании прибавочной стоимости вообще, а в возрастании одного из её видов — земельной ренты.
Происхождение прибавочной стоимости, обычно именуемой прибылью на капитал, он объясняет существованием особых воспроизводительных сил природы, которые всегда возрастают с течением времени. Зерно, брошенное в землю, даёт прирост, скот даёт приплод и т. д. Прибыль всегда — результат естественного прироста. Существование прибыли в отраслях промышленности, занимающихся только переработкой или обработкой материала, обусловливается естественным процессом распределения прироста между всеми отраслями промышленности. Никто не стал бы заниматься обработкой вещей, если бы процессы обмена не обеспечивали ему участия в естественном приросте капитала.
Под влиянием обмена прирост, получаемый только в тех видах употребления капитала, где действуют естественные воспроизводительные силы природы, равномерно распределяется между всеми другими видами этого употребления. Существование прибыли, таким образом, не только не может оказывать вреда обществу, но является необходимым условием самого бытия промышленности.
Не то по отношению к ренте. Рикардо вполне ясно доказал, что в процессе экономического развития рента стремится возрастать и в конечном результате поглощает наибольшую долю рабочей платы и прибылей. Все социальные реформы должны быть, поэтому, единственно направлены на уничтожение ренты: государство должно присвоить себе основной источник её происхождения — землю, при помощи установления всеобщего земельного налога, поглощающего без остатка всю ренту.
Джорджа часто сравнивают с физиократами; но сходство между их учениями только внешнее. Физиократы были горячими сторонниками частной земельной собственности; желания Джорджа сводятся к её упразднению. Физиократы при помощи «единого налога на землю» хотели взять в пользу государства одну только часть «чистого продукта»; Джордж желает отнять у землевладельцев весь излишек дохода, приобретаемый ими вследствие общественных условий. Сходясь в признании существования «некоторого, даваемого природой чистого излишка», физиократы называют его рентой, Джордж же относит этот излишек к прибыли.
Классическая школа политэкономии различает два вида прибавочной стоимости: прибыль и ренту, и сводит происхождение той и другой к своеобразным условиям. Своим предположением о происхождении прибыли из «чистого излишка», или «прироста», — как считает Миклашевский — «вряд ли Джордж успел опровергнуть учение» классиков. Считая рассуждения Джорджа теоретически неправильными, Миклашевский замечает, что эта неправильность не помешала Джорджу приобрести в Америке огромную популярность, «хотя именно там с существованием ренты связаны многочисленные интересы мелких землевладельцев».

## Мнение С. Гезелля о теории Джорджа
Немецкий предприниматель, экономист, автор учения о «свободной экономике» Йохан Сильвио Гезелль высказывает мнение об идее Генри Джорджа в своей книге «Естественный экономический порядок». Цитата:
Свободная земля не является, как многие склонны умозаключить, панацеей. Генри Джордж же считал, что свободная земля приведет к упразднению процента на капитал, экономических кризисов и безработицы.
Но его вера не была поддержана множеством идей, увеличивающих совокупность действий всех его мыслей, вся его затея показала лишь недостаточность осмысливания его базовой идеи в целом, поэтому по поводу его теории и возникает столько сомнений. К тому же сомнения не разделяются его учениками.
То, что для Генри Джорджа было всего лишь его, увы, бездоказательной точкой зрения, превратилось для его учеников в нерушимую догму. Единственным исключением является Майкл Флёршайм; в этом причина того, что он крайне непопулярен среди других реформаторов земельного закона, хотя именно он — причина восстановления идеи земельной реформы в Германии.
Свободная земля влияет на распределение продуктов; безработица и экономические кризисы — вовсе не являются проблемами распределения, а являются проблемами обменов в коммерческих сделках, даже процент на капитал, хотя он и влияет на распределение продуктов ещё сильнее, чем на ренту, это всего лишь проблема обмена, ибо действие, которое определяет размер этого процента, то есть соотношение по которому существующие запасы продуктов будут предлагаться к продаже на рынках в будущем, тоже есть всё тот же обмен, и ничего кроме обмена. В ренте, с другой стороны, нет места обмену, получатель ренты просто ренту получает, а взамен ничегошеньки не даёт. Рента есть часть урожая, а не обмен, поэтому рассмотрение проблемы ренты не добавит ничего нового к разрешению проблемы процента на капитал.
Решить проблемы безработицы, экономических кризисов и процента на капитал нельзя до тех пор, пока мы не исследуем условия возникновения обменов. Генри Джордж не предпринял такого исследования, не сделали ни одной попытки углубиться в эту проблему и немецкие земельные реформаторы; именно по этой причине они никак и ничем не могут объяснить существование процента на капитал, природу экономических кризисов и безработицы. Теория Генри Джорджа о проценте на капитал, которую, к их стыду, всё ещё изучают немецкие реформаторы, является не проработанной и сырой теорией «плодоношения», которая не способна в принципе решить феномен процента на капитал и безработицы. А уж его теория кризисов (диспропорция между потреблением и доходами богачей) и вовсе разговор ни о чём.
Вот откуда вся слабость земельных реформ и движений за них. Предполагалось, что земельная реформа сама по себе решит социальную проблему, но не было представлено ни одного по-настоящему научного анализа нашей экономической системы. Поэтому реформаторы, помимо неудачи в построении логичной теории, потерпели также поражение и на практике. Работникам на зарплате, для кого реформа должна была предоставить спасение от их бед, простая национализация земли ничего не даст. Они требуют, чтобы им доставался весь продукт их труда, а это значит полная отмена ренты на землю и отмена процента на капитал; а ведь они ещё требуют такую экономическую систему, при которой нет экономических кризисов и нет безработицы.
Преувеличение эффекта от введения национализации земли и вызвало безмерный ущерб и неудачу всего движения.

## Джорджизм
Джорджизм (англ. Georgism) — экономико-философское учение, в основе которого лежит идея, что каждый владеет созданным им продуктом (англ. everyone owns what they create), однако все природные блага, и прежде всего земля, принадлежат в равной степени всему человечеству.

## Сочинения
- Progress and Poverty: An Inquiry into the Cause of Industrial Depressions and of Increase of Want with Increase of Wealth (англ.). — New York: Robert Schalkenbach Foundation, 1879. — ISBN 0-9140-1660-1.
- Progress and Poverty: An Inquiry into the Cause of Industrial Depressions and of Increase of Want with Increase of Wealth (англ.). — L: The Remedy, 1890. — ISBN 0-9140-1660-1.
- Progress and Poverty: An Inquiry into the Cause of Industrial Depressions and of Increase of Want with Increase of Wealth (англ.). — Kegan Paul (reissued by Cambridge Univ. Press), 2009. — ISBN 978-1-108-00361-2.

### В русском переводе
- Избранные речи и статьи / Пер. с англ. С. Д. Николаева. — М.: Посредник, 1905. — 391 с.
- Общественные задачи / Пер. с англ. С. Д. Николаева; с предисловием Л. Н. Толстого. — М.: Посредник, 1906. — 279 с.
- Прогресс и бедность : Исслед. причины пром. застоев и бедности, растущей вместе с ростом богатства. Средства избавления / Пер. с англ. С. Д. Николаева, провер. М. И. Туган-Барановским. — СПб.: Л. Ф. Пантелеев, 1896. — [2], II, 425, III с.
  - 2-е изд., испр. — 1906. — VIII, 394 с.
- Прогресс и бедность : Исслед. причин упадка промышленности и увеличения бедности, растущей вместе с увеличением богатства. Средства помощи / Генри Джордж; Пер. с посл. англ. изд. А. Г. Сахаровой под ред. А. К. Шеллера (Михайлова). СПб.: М. М. Ледерле, [1896]. — [2], 662 с.